# Bâtiment de la vieille kafana à Zagrađe
Le bâtiment de la vieille kafana à Zagrađe (en serbe cyrillique : Зграда Старе кафане у Заграђу ; en serbe latin : Zgrada Stare kafane u Zagrađu) se trouve à Zagrađe, sur le territoire de la ville de Zaječar, en Serbie. Il est inscrit sur la liste des monuments culturels protégés de la république de Serbie (identifiant no SK 1005),.

## Présentation
La kafana, qui appartenait à la famille Živković, est située au centre du village de Zagrađe ; construite en 1881, elle a servi de taverne de village jusqu'en 1941. Le bâtiment mesure 20 m de long sur 15,50 m de large ; toutes les pièces font 4 m de haut, tandis que les murs sont épais de 70 cm. Du côté sud, sur toute la longueur du bâtiment, se trouve un porche-galerie ; il est doté de huit piliers en chêne sur lesquels repose une partie du toit. Une porte conduit au café et une autre à un couloir ; dix grandes fenêtres à deux battants éclairent le bâtiment.